# 542600 Lindahall
542600 Lindahall este o planetă minoră (asteroid) din centura de asteroizi. A fost descoperită pe 16 aprilie 2005 la Jarnac Observatory⁠(d) de Jarnac Observatory⁠(d) și a fost numită după Linda Hall Library⁠(d). 
Obiectul prezintă o orbită caracterizată de o semiaxă mare de 2,5833384983667 UAi, o excentricitate de 0,14137597350623, o înclinație de 12,350811217502 ° în raport cu ecliptica.